# Nassau (Nowy Jork)
Nassau – miasto w Stanach Zjednoczonych, w stanie Nowy Jork, w hrabstwie Rensselaer.